# Smurfit Kappa Kraftliner Piteå

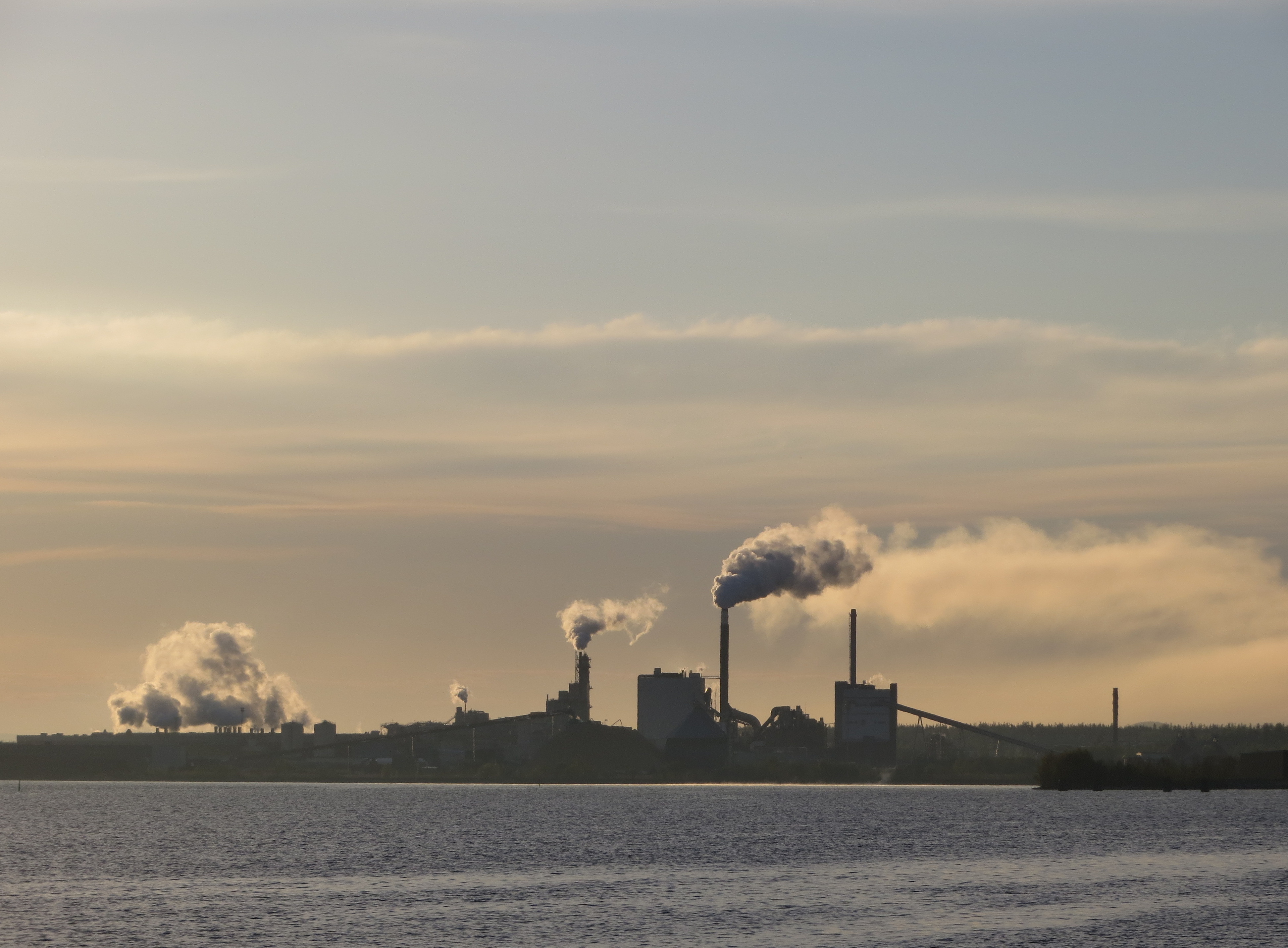
Smurfit Kappa Kraftliner i maj 2014

Smurfit Kappa Kraftliner Piteå är en svensk massa- och pappersfabrik i Piteå.
Smurfit Kappa Piteå tillverkar årligen i två pappersmaskiner 700 000 ton oblekt och blekt kraftliner av huvudsakligen nyfiber. Företaget är Europas största tillverkare av kraftliner, och det har en exportandel på 90 procent.
Bruket byggdes av statsägda Aktiebolaget Statens Skogsindustrier som en integrerad massa- och pappersfabrik och invigdes 1962.
Vedhanteringen har två linjer, en för tall och gran och en för björk. Massabruket har tre massalinjer: två för barrflis och en för björkflis, och det producerar också tallolja och terpentin.
Bruket köptes 2001 av Kappa Packaging, vilket 2005 gick samman med Smurfit till Smurfit Kappa Packaging. Smurfit Kappa Kraftliner Piteå är kommunens största privata arbetsgivare med omkring 510 anställda.

## Historik
Beslut om investering i ett kraftlinerbruk togs 1959. Massaproduktion och produktion av brun kraftliner i PM1 började 1962 med upp till 100 000 årston, produktion i PM 2 med en kapacitet på 175 000 årston 1972. De två pappersmaskinerna har båda en virabredd på 7,2 meter. PM1 tillverkar enbart brun kraftliner och PM2 enbart vit kraftliner ("white top kraftliner").
PM2 byggdes om 1989, och en ombyggnad av PM 1 ökade kapaciteten till 600 000 ton 1995. En ombyggnad av torkpartiet av PM1 utökade kapaciteten till 700 000 årston 2002.